# 南城街道 (台州市)
南城街道，中国浙江省台州市黄岩区下辖的一个街道。

## 行政区划
现辖：
金寺堂村、鱼沉村、横山头村、葛岙村、下洋山村、药山村、十里铺村、方山下村、民建村、蔡家洋村、义屋村、新桥头村、墙里村、大南洋村、山前村、山后村、官庄梁村和方山下林场。